# Erdélyi Kálmán
Erdélyi Kálmán (Abrudbánya, 1896. október 13. – Budapest, 1950. május 1.) magyar újságíró.

## Életútja
Budapesten végezte a felső kereskedelmi iskolát, tanári pályára készült, tanulmányait félbeszakítva tisztviselő lett. 1918 decemberében a KMP tagja, 1920-ban emigrált. Hazakerülve Romániába szociáldemokrata lapoknál dolgozott, 1921-ben a Küzdelem, 1923 és 1929 között a Romániai Népszava, egy ideig a nagyszalontai Szemle szerkesztője, 1930-tól 1932-ig a Munkás Újság belső munkatársa és az elméleti rovat vezetője. 1931-32-ben Salamon Lászlóval szerkesztette A Másik Út c. baloldali szociáldemokrata folyóiratot. Elméleti tanulmányai Új utakon (Tanulmányok a szocializmus köréből, Kolozsvár, 1924) címen jelentek meg. Az 1930-as évek derekán Budapestre költözött, ahol az SZDP balszárnyán a munkásegységfrontért lépett fel, az Anyag és Adatszolgáltatás c. folyóirat szerkesztője, a két munkáspárt egyesülésének előkészítője. A Könyvtári Központ dokumentációs osztályát vezette (1949-50).

## Kapcsolódó szócikk
- Romániai magyar ateista irodalom